# Mel Charles
Melvyn „Mel“ Charles (* 14. Mai 1935 in Swansea; † 24. September 2016) war ein walisischer Fußballspieler. Seine beiden Positionen waren zumeist die des Mittelläufers und des Mittelstürmers; von ihm bevorzugt war jedoch die Rolle des rechten Außenläufers.
Nachdem er in der Jugend für Leeds United gespielt hatte, wurde er im Jahr 1952 Profi bei seinem Heimatklub Swansea Town. Dort verbrachte er sieben Jahre in der zweithöchsten englischen Spielklasse, bevor er im März 1959 für eine Ablösesumme von 42.750 Pfund zum Erstligisten FC Arsenal wechselte. Die drei Jahre für die „Gunners“ waren von Verletzungen getrübt und Charles heuerte im Februar 1962 bei Cardiff City an. Dort gewann er 1964 mit dem walisischen Pokal die einzige bedeutende Trophäe in seiner aktiven Laufbahn. Im Jahr 1965 wechselte er innerhalb von Wales zum Porthmadog FC und kehrte in der Saison 1966/67 kurz in den englischen Profifußball zum Viertligisten Port Vale zurück. Anschließend ließ er in Wales bei Oswestry Town die aktive Laufbahn ausklingen und spielte ab 1967 noch einige Jahre für den Haverfordwest AFC. Im Verlauf seiner Karriere in der englischen Football League hatte er 401 Meisterschafts- und Pokalspiele bestritten und dabei 122 Tore geschossen.
Charles war Kapitän der walisischen Nationalmannschaft und führte seine Nation zur WM-Endrunde 1958 in Schweden. Er galt als außerordentlich fairer Spieler, der nie verwarnt oder vom Platz gestellt wurde. Gleich acht Mal nahm er an der British Home Championship teil und war der erst dritte Waliser, dem vier Tore in einem Länderspiel gelangen (alle Treffer bei einem 4:0-Sieg gegen Nordirland). Insgesamt absolvierte er 31 A-Länderspiele für Wales, plus einem Einsatz für die U23-Auswahl und schoss sechs Tore.

## Vereinskarriere

### Swansea City
Mel Charles wuchs in armen Verhältnissen gemeinsam mit seinem älteren Bruder John und drei weiteren Geschwistern im Stadtteil Cwmbwrla auf. In der heimischen Alice Street waren mit Ernie Jones, Mel Nurse und Jackie Roberts weitere spätere walisische Nationalspieler zuhause. Der sportliche Weg der beiden gleichsam talentierten Brüder John und Mel Charles schien beim Heimatverein Swansea Town programmiert zu sein. Der dortige Cheftrainer Billy McCandless setzte jedoch wenig auf junge Spieler, die in der unterklassigen, aber körperbetonten englischen Third Division South oft Lehrgeld bezahlen mussten. So kam es, dass beiden erst einmal ein Profivertrag verwehrt bleib. Diese Entscheidung sollte sich später als teuer herausstellen und als John einen Kontrakt bei Leeds United unterzeichnete, folgte ihm sein 14-jähriger Bruder in die Jugendabteilung von Leeds. Im Gegensatz zu John gewöhnte sich Mel Charles nur schwer an die neue Umgebung, zumal er an Heimweh litt und aufgrund der geringen finanziellen Möglichkeiten der Familie keine Heimatbesuche in Wales machen konnte. Da er Analphabet war, konnte er auch nicht brieflich den Kontakt halten. Unterstützung wurde ihm dann in Gestalt des Leeds-Cheftrainers Frank Buckley zuteil, der ihn einlud, sich ihm bei einem Besuch in Swansea anzuschließen. Dieser nahm an und Charles kehrte nicht mehr nach Yorkshire zurück. Stattdessen überzeugte ihn Swansea Towns Scout Joe Sykes, sich dem Klub anzuschließen.
Ihm wurde im Alter von nur 17 Jahren ein Profivertrag angeboten und bereits in der Saison 1952/53 gelang ihm der Durchbruch bei dem Verein, der in der zweithöchsten englischen Spielklasse aktiv war. Er debütierte am 20. Dezember 1952 im Auswärtsspiel gegen den späteren Meister Sheffield United und geriet an der Bramall Lane mit 1:7 heftig unter die Räder. Seine rapide Entwicklung geriet kurz darauf ins Stocken, als er sich im Militärdienst das Knie verdrehte, wenngleich sich der dafür verantwortliche Vorfall in seiner Freizeit ereignet hatte. Nach der Genesung kehrte er direkt zurück in die Stammformation und war dabei gleichsam als Mittelläufer und auf seiner bevorzugten rechten Außenläuferposition unterwegs. Nach dem Tod von McCandless im Juli 1955 blieb er auch unter dessen Nachfolger Ron Burgess eine feste Größe.
Er absolvierte zwischen 1952 und 1959 sieben Spielzeiten für die „Swans“, die allesamt zwischen Platz 10 und 22 endeten. Im heimischen Vetch Field konnten zwar immer mal wieder stabile Leistungen gezeigt werden, aber die Zeit kennzeichnete eine fast schon chronische Auswärtsschwäche. Der Klub erreichte zweimal das Endspiel im walisischen Pokal, konnte sich dort aber weder 1956 gegen Cardiff City noch im Jahr darauf gegen den AFC Wrexham durchsetzen. Zudem war der Verein finanziell gebeutelt und die Schwäche bei Auswärtsspielen mag auch daran gelegen haben, dass die Spieler stets erst kurz vor Spielbeginn anreisten, da die Klubführung die Kosten für Übernachtungen nicht zu zahlen bereit war. Um das Überleben zu garantieren, musste Swansea seine Leistungsträger verkaufen, zu denen Ivor und Len Allchurch sowie Cliff Jones und Terry Medwin gehörten, die sich renommierten englischen Vereinen anschlossen. Mit Charles waren es zudem fünf walisische Nationalspieler, die im Kader für die Fußball-Weltmeisterschaft 1958 in Schweden standen. Weiteres Kuriosum war, dass für den Verein noch Bryn Jones (älterer Bruder von Cliff) und dazu Cyril und Gilbert Beech aktiv waren, also insgesamt drei Brüderpaare in Mannschaften, die sich aus der näheren Umgebung rekrutierten. Während der 1950er-Jahre verfolgte die Mannschaft zumeist einen sehr offensiven Ansatz und Mel Charles gelangen einmal vier Tore gegen die Blackburn Rovers sowie Hattricks gegen Stoke City, den FC Middlesbrough und Sheffield Wednesday. Er wollte schließlich einem Zweitjob nachgehen, um das Gehälterlimit in Swansea von wöchentlich 14 £ aufzubessern, aber als ihm dafür die Erlaubnis versagt wurde, bat er um die Freigabe für einen Vereinswechsel. Dazu beauftragte er mit Neil Harris einen „Business Manager“, womit dieser zum ersten offiziellen Spielervermittler im englischen Fußball wurde. In einem seiner letzten Auftritte für Swansea gelang es ihm, den Rivalen Cardiff City erstmals auswärts im Ninian Park in einem Ligaspiel zu besiegen.

### FC Arsenal
Im Rennen um die Verpflichtung von Charles standen vor allem Londoner Vereine im Vordergrund, wie der FC Chelsea und Tottenham Hotspur. Letztlich wurde er im März 1959 in den Norden der britischen Hauptstadt an den FC Arsenal verkauft und neben der Ablösesumme von 42.750 Pfund wechselten David Dodson und Peter Davies in die entgegengesetzte Richtung. Dies war gleichzeitig die höchste gezahlte Transfersumme zwischen zwei britischen Fußballklubs, wobei zwei Jahre zuvor sein Bruder John von Leeds United zu Juventus Turin für 65.000 Pfund gegangen war. Charles sollte bei den „Gunners“ als Mittelstürmer eingesetzt werden, was wiederum von Trainer George Swindin und Kapitän Tommy Docherty als Versprechen verwendet worden war, um Charles von einem Wechsel zu Arsenal zu überzeugen und Tottenham wiederum in der Folge das Angebot zurückzog. Stattdessen heuerte Spurs-Trainer Bill Nicholson Dave Mackay an, der wiederum als Schlüsselspieler des Vereins in den erfolgreichen 1960er-Jahren galt. Charles schrieb dazu später in seiner Autobiografie, dass bei Arsenal zu unterschreiben seine schlimmste Entscheidung gewesen sei. Darüber hinaus gestand er sich aber ein, dass er immer ein Herz für Arsenal hatte und es eine Ehre gewesen sei, für den Verein gespielt zu haben. Sein Gehalt betrug nun wöchentlich 20 £; dazu wurden ihm ein Haus und ein Auto zur Verfügung gestellt, ein Sunbeam-Talbot mit dem Kennzeichen „MEL 9“. Probleme gab es für ihn vor allem im Kontakt mit Kotrainer Ron Greenwood, der als Vorreiter des moderner werdenden Fußballs neue Begriffe einführte wie „Blind-side run“ oder „Marking space“. Dazu tat er sich bei den zunehmenden TV-Interviews schwer.
Er debütierte am 22. August 1959 gegen Sheffield Wednesday zu Beginn einer problematischen Saison 1959/60, die für Arsenal nur auf dem 13. Platz endete. Höhepunkt für Charles war ein Hattrick am 6. Februar 1960 daheim gegen die Blackburn Rovers. Zwei Wochen später verpasste er knapp den zweiten Dreifacherfolg in Serie, als er nach bereits zwei Treffern gegen den FC Everton einen Elfmeter in die Arme von Torhüter Jimmy O’Neill schoss. Während der folgenden Saison 1960/61 mehrten sich seine Knieprobleme und er zog sich Bänderverletzungen zu. Die Physiotherapeuten versuchten hauptsächlich die Schwellungen in den Knien zu beseitigen und als hochkarätige Verpflichtung stand er Woche für Woche in der Mannschaft, anstatt die Ursache seiner Probleme zu beseitigen. Auch dadurch fehlte es dem Team an Konstanz und einem 5:0-Sieg gegen Newcastle United folgte eine 0:6-Pleite gegen West Ham United wenige Wochen später. Arsenal schloss so nur wenig besser auf dem elften Rang ab, 25 Punkte hinter dem Erzrivalen und Double-Sieger 1961 Tottenham Hotspur. Auch seine dritte Spielzeit 1961/62 verlief für Charles und Arsenal problematisch. Obwohl ihm im FA Cup gegen Bradford City ein weiterer Hattrick gelang, wurde seine Zeit bei Arsenal immer mehr von den Verletzungen überschattet und er musste im Zeitraum von drei Jahren drei Operationen über sich ergehen lassen. So ging die Zeit im Februar 1962 in London zu Ende, insgesamt verzeichnete Charles 64 Pflichtspiele und 28 Tore für Arsenal.

### Cardiff City
Charles zog es in die walisische Heimat, wo Cardiff City in der höchsten englischen Spielklasse gegen den drohenden Abstieg kämpfte. Die Ablösesumme betrug 28.500 Pfund. Zwar hatte er eine Rückkehr nach Swansea bevorzugt, aber sein Ex-Klub hatte nicht die finanziellen Möglichkeiten für einen Transfer gehabt. Obwohl Cardiff der Erzrivale von Swansea war, empfingen ihn die Anhänger von Cardiff City wohlwollend. Gepaart war dies jedoch mit einer Menge Druck und er bekam direkt die Kritik nach seinem Debüt zu spüren, als er beim 0:0 daheim gegen Manchester City eine einfache Chance nicht nutzte und damit den Klub einen Punkt für den Klassenerhalt kostete. Vorerst sicherte er sich zwar mit zwei 1:1-Remis gegen Burnley und Ex-Klub Arsenal wichtige Punkte, aber es folgte eine heftige Talfahrt und so musste der Klub zum Saisonende den Weg in die Zweitklassigkeit antreten. Für die anschließende Zweitligaspielzeit 1962/63 verpflichtete Cardiff mit Ivor Allchurch und Peter Hooper zwei renommierte Torjäger und Charles wich auf eine zentrale Position hinter den Sturmspitzen zurück. Bereits im Oktober 1962 folgte auf Bill Jones George Swindin als neuer Cardiff-Trainer, der zuvor bei Arsenal Charles verkauft hatte. Die Saison verlief enttäuschend weit jenseits der Aufstiegsplätze, wobei Charles als persönliches Highlight verzeichnen konnte, dass er in beiden Derbys gegen Swansea getroffen hatte.
Zur Saison 1963/64 heuerte Cardiff John Charles an, womit das Brüderpaar erstmals Seite an Seite bei einem Verein spielte. Swindin hatte sich jedoch gegen die Verpflichtung gestellt, da die Mannschaft auch ohne den mittlerweile 32-Jährigen in die Jahre gekommen war. Letztlich setzte sich der Vorsitzende aber durch und segnete den Deal für 22.500 Pfund ab. Bei seinem Debüt gegen Norwich City erzielte John Charles ein Freistoßtor aus der eigenen Hälfte. Sein Bruder Mel jedoch zog sich schnell eine Verletzung zu und das große Ziel des Wiederaufstiegs geriet vor allem ab der Weihnachtszeit außer Reichweite. Dennoch endete die Saison mit einem Achtungserfolg, als sich die beiden Brüder im Finale des walisischen Pokals gegen Bangor City durchsetzten. Das in Hin- und Rückspiel aufgeteilte Duell endete zunächst Remis, bevor Cardiff im Racecourse Ground das Entscheidungsspiel mit 2:0 gewann.
Aufgrund der schwachen Leistungen in der Meisterschaft wurde Swindin entlassen und mit dem neuen Trainer Jimmy Scoular stimmte von Beginn an die Chemie nicht. Charles schoss einen Hattrick gegen Swindon Town, wurde dann jedoch aus der Mannschaft genommen, da er nach Scoulars Meinung nicht genug für das Team gearbeitet hatte. Charles reagierte darauf, indem er auf ein Pferd auf der Wiese nahe des Ninian Parks zeigte und Scoular mitteilte, er „könne ihm ein Trikot mit der Nummer 8 anziehen und es würde den ganzen Tag rennen, aber es würde keinen verdammten Hattrick für dich erzielen“. Scoular wiederum erwiderte, dass Charles sein letztes Spiel für Cardiff bestritten habe und sich nun einen neuen Klub suchen könne.

### Karriereausklang
Der nächste Klub in der Karriere von Mel Charles war der Porthmadog FC, der im walisischen Ligasystem aktiv war. Obwohl der Verein vergleichsweise unbekannt und klein war, wurde er von einem Millionär unterstützt und Charles verdiente dort mehr als zuvor bei Arsenal oder in Cardiff. Die Mannschaft schloss die Saison 1965/66 auf dem zweiten Platz in der „Welsh League“ hinter Caernarfon Town ab. Obwohl er die Zeit in Nord-Wales genossen hatte, lehnte er die Offerte zur Rückkehr in den englischen Profifußball nicht ab, und wenngleich Port Vale nur in der vierten englischen Liga spielte, reizte ihn das Arbeiten unter Stanley Matthews als Trainer. Port Vale zahlte eine Ablösesumme von 1.250 Pfund und Charles debütierte am 3. Februar 1967 anlässlich einer 0:1-Niederlage gegen den Lokalrivalen Crewe Alexandra. Er absolvierte noch sechs weitere Partien, inklusive einer regelrechten „Schlacht“ gegen den FC Walsall, bevor er sich zur Rückkehr nach Wales entschloss.

„Von der walisischen Liga in die vierte englische Spielklasse war verdammt rau. Da waren regelrechte Bastarde in der Liga und sie haben mich ein bisschen umgehauen [...] obwohl mich Port Vale zum Bleiben bewegen wollte, hatte ich genug [...] Boxsack in der vierten Liga zu sein, sprach mich in dieser Phase meiner Laufbahn nicht wirklich an.“

Ablösefrei zog es Charles im Mai 1967 zu Oswestry Town, bevor er ein Jahr später beim Haverfordwest AFC anheuerte. Beide Klub waren im walisischen Ligasystem aktiv und bei dem zuletzt genannten Klub in Pembrokeshire bestritt er nochmals fast 200 Partien, zumeist auf der defensiven Position des Mittelläufers. Er verließ den Verein im Jahr 1972 und kehrte nach Swansea zurück. Im Stadtteil Cwmbwrla betreute er eine Amateurmannschaft mit dem Namen „Cwmfelin“. Nach dem Ende seiner aktiven Karriere hatte er in beiden Beinen künstliche Kniescheiben.

## Walisische Nationalmannschaft
Charles debütierte am 20. April 1955 für die walisische A-Nationalmannschaft im Windsor Park gegen Nordirland; die Partie endete mit einem 3:2-Sieg dank eines Hattricks von Bruder John Charles. Sein zweites Länderspiel folgte am 23. November 1955 gegen Österreich, das später als „Schlacht von Wrexham“ in die Fußballgeschichte einging. Dabei musste er rund 15 Minuten von Spielende das Feld verlassen, nachdem ihn ein Gegenspieler am Hinterbein verletzt hatte. Beachtenswert war in diesem Fall, dass sein Bruder, der als „Gentle Giant“ für seine Fairness bekannt war, außer sich vor Wut war, den Österreicher „am Schlafittchen packte“ und mit den Worte anschrie „Wenn du das noch einmal mit meinem Bruder machst, werde ich dich verdammt nochmal töten“. In der Saison 1956/57 war er dann Teil des walisischen Kaders für die British Home Championship. Das Turnier begann für ihn mit einem 2:2-Remis gegen Schottland im heimischen Ninian Park. In der zweiten Partie, die gegen England eine 1:3-Niederlage brachte, spielte Charles trotz Verletzung, bevor der Wettbewerb torlos gegen und in Irland als Tabellenletzter endete.
Er war Teil der walisischen Nationalmannschaft, die sich im Jahr 1958 für die WM-Endrunde in Schweden qualifizierte. Dabei war Wales in eine schwierige Qualifikationsgruppe zu der Tschechoslowakei und der DDR gelost worden. Ein Tor von Roy Vernon sorgte in der Eröffnungspartie gegen die ČSR für die ersten zwei Punkte – dies war gleichzeitig die letzte Partie von John Charles vor seinem spektakulären Wechsel zu Juventus Turin. In der zweiten Begegnung schoss Mel Charles das erste Tor auswärts gegen die DDR; die Partie wurde jedoch im Leipziger Zentralstadion gedreht und Wales verlor vor 100.000 Zuschauern mit 1:2. Das Rückspiel gegen die ČSR in Prag wurde ebenso mit 0:2 verloren, womit die Hoffnungen auf eine erfolgreiche Qualifikation schwanden. Da zudem John Charles im wichtigen letzten Spiel gegen die DDR fehlte (Juventus stimmte einer Abstellung für die Nationalelf nicht zu), fiel ein großer Teil der Verantwortung seinem Bruder zu, der letztlich beim 4:1-Erfolg eine seiner besten Leistungen für Wales zeigte und zudem den gegnerischen Stürmer Willy Tröger in Schach hielt.
Gruppensieger wurde die Tschechoslowakei, womit Wales als Zweiter zunächst sportlich die WM-Endrunde verpasste. Da sich jedoch aufgrund von Spannungen im Mittleren Osten drei Nationen von der Afrika/Asien-Qualifikation zurückgezogen hatten und der Weltfußballverband eine kampflose Qualifikation Israels vermeiden wollte, entschied man, dass Israel sich über Entscheidungsspiele gegen einen europäischen Zweitplatzierten durchsetzen musste. Die Wahl per Los fiel auf Wales, das sich vor der Begegnung noch eine deprimierende 0:4-Niederlage gegen England abholte. Dessen ungeachtet sorgte Wales über zwei einfache 2:0-Erfolge, zunächst im halbvollen Ramat-Gan-Stadion und danach daheim im verregneten Ninian Park, für die ersehnte Qualifikation. Einzig die spektakulären Paraden von Israels Schlussmann Yaacov Hodorov blieben in Erinnerung.
Wales qualifizierte sich erstmals für eine WM-Endrunde und auch der Auftritt aller vier Home Nations war ein Erfolg, wenngleich nur Wales und Nordirland die Gruppenphase überstanden. Dies war selbst für den walisischen Fußballverband überraschend, der vor dem Turnier gerade einmal fünf Trainingstage organisiert und die Rückflüge vor der K.-o.-Runde gebucht hatte. Die defensive Taktik von Trainer Jimmy Murphy stellte sich jedoch als äußerst effektiv heraus und Wales kassierte in keinem der fünf Spiele mehr als ein Gegentor. In der Gruppenphase blieb Wales ungeschlagen gegen Ungarn, Mexiko und den späteren Vizeweltmeister, Gastgeber Schweden. Dabei galt das Remis gegen Ungarn als Erfolg, die Leistung gegen Mexiko jedoch als durchwachsen und in beiden Partien war Wales dem Sieg näher als der Gegner. Im dritten Spiel gaben sich Schweden und Wales schnell mit dem Unentschieden zufrieden, was bedeutete, dass beide Nationen im Turnier verblieben. Im Entscheidungsspiel gegen die punktgleichen Ungarn behielt Wales danach mit 2:1 die Oberhand (nach 0:1-Rückstand); der Sieg wurde jedoch teuer erkauft, da sich John Charles in dem Spiel schwer verletzte und für den Rest des Turniers ausfiel. Im Viertelfinale war der spätere Weltmeister Brasilien dann Endstation, wobei Pelé das einzige Tor schoss und damit (bei seinem zweiten Länderspieleinsatz) jüngster Torschütze einer WM-Endrunde war. Charles selbst ärgerte sich später immer wieder über diesen Treffer, da Pelé den Schuss eigentlich falsch ausgeführt hatte und der Ball somit mehr zufällig neben dem Pfosten eintrudelte. Pelé selbst gab zu Protokoll, dass Charles der beste Mittelläufer des Turniers gewesen war und die beiden tauschten nach Spielende ihre Trikots miteinander. Trotz dieser beachtlichen Leistung, die den Walisern mit fünf Spielen innerhalb von elf Tagen physisch sehr viel abverlangte, blieb das Presseecho in der Heimat verhalten – die South Wales Evening Post zog sogar als Headline Cricket-Spiele vor – und Charles äußerte in seiner Autobiographie, dass viele Waliser während der Weltmeisterschaft nicht wussten, dass diese im Gang war.
Nach der WM-Endrunde spielte Charles bei einer 0:3-Heimniederlage gegen Schottland in der British Home Championship. Es folgte am 26. November 1958 ein Achtungserfolg beim 2:2 gegen England im Villa Park, als Charles den gegnerischen Mittelstürmer Nat Lofthouse aus dem Spiel nahm. Es schlossen sich noch elf weitere A-Länderspiele für Wales an, von denen jedoch nur zwei gegen Nordirland gewonnen werden konnten. In der zweiten der beiden Partien schoss Charles am 11. April 1962 alle vier Tore zum 4:0-Sieg. Dieser Erfolg war zuvor nur John Price (1882) und Jack Doughty (1888) gelungen. Im Anschluss war er Teil der 1962er-Länderspielreise durch Südamerika. Die Duelle mit Brasilien und Mexiko gingen zwar allesamt verloren, galten aber nur als Vorbereitungsspiele für die WM-Endrunde 1962 in Chile. Die Qualifikation zu diesem Turnier hatte Wales jedoch im Jahr zuvor schon verspielt, da das Team knapp mit 2:3 nach Hin- und Rückspiel gegen Spanien, das als Turniermitfavorit gehandelt wurde, unterlegen war. Charles bestritt dabei beide Begegnungen gegen eine Mannschaft, die mit Stars wie Alfredo Di Stéfano gespickt war.
Charles absolvierte sein letztes A-Länderspiel für Wales am 20. März 1963 beim 1:1 gegen Ungarn, ein Qualifikationsspiel für die Europameisterschaft 1964. Insgesamt bestritt er 31 A-Länderspiele und schoss in seiner siebenjährigen Karriere für Wales sechs Tore. Charles war in vielen Partien Kapitän der Mannschaft. Er hatte zuvor am 23. April 1958 die walisische U23-Auswahl zu einem 2:1-Sieg gegen England als Mannschaftsführer aufs Feld gebracht.

### Übersicht der A-Länderspieleinsätze
| Internationale Einsätze und Tore | Internationale Einsätze und Tore | Internationale Einsätze und Tore | Internationale Einsätze und Tore | Internationale Einsätze und Tore | Internationale Einsätze und Tore | Internationale Einsätze und Tore |
| #                                | Datum                            | Stadion                          | Gegner                           | Ergebnis                         | Wettbewerb                       | Tore                             |
| -------------------------------- | -------------------------------- | -------------------------------- | -------------------------------- | -------------------------------- | -------------------------------- | -------------------------------- |
| 1                                | 20. April 1955                   | Windsor Park, Belfast            | Nordirland                       | 3:2                              | British Home Championship        |                                  |
| 2                                | 23. November 1955                | Racecourse Ground, Wrexham       | Österreich                       | 1:2                              | Freundschaftsspiel               |                                  |
| 3                                | 30. Oktober 1956                 | Ninian Park, Cardiff             | Schottland                       | 2:2                              | British Home Championship        |                                  |
| 4                                | 14. November 1956                | Wembley-Stadion, London          | England                          | 1:3                              | British Home Championship        |                                  |
| 5                                | 10. April 1957                   | Windsor Park, Belfast            | Nordirland                       | 0:0                              | British Home Championship        |                                  |
| 6                                | 1. Mai 1957                      | Ninian Park, Cardiff             | Tschechoslowakei                 | 1:0                              | WM-Qualifikation                 |                                  |
| 7                                | 19. Mai 1957                     | Zentralstadion, Leipzig          | DDR                              | 1:2                              | WM-Qualifikation                 | 1                                |
| 8                                | 26. Mai 1957                     | Stadion Juliska, Prag            | Tschechoslowakei                 | 0:2                              | WM-Qualifikation                 |                                  |
| 9                                | 25. September 1957               | Ninian Park, Cardiff             | DDR                              | 4:1                              | WM-Qualifikation                 |                                  |
| 10                               | 19. Oktober 1957                 | Ninian Park, Cardiff             | England                          | 0:4                              | British Home Championship        |                                  |
| 11                               | 15. Januar 1958                  | Ramat-Gan-Stadion, Tel Aviv      | Israel                           | 2:0                              | WM-Qualifikation                 |                                  |
| 12                               | 5. Februar 1958                  | Ninian Park, Cardiff             | Israel                           | 2:0                              | WM-Qualifikation                 |                                  |
| 13                               | 8. Juni 1958                     | Jernvallen, Sandviken            | Ungarn                           | 1:1                              | WM-Endrunde                      |                                  |
| 14                               | 11. Juni 1958                    | Råsundastadion, Stockholm        | Mexiko                           | 1:1                              | WM-Endrunde                      |                                  |
| 15                               | 15. Juni 1958                    | Råsundastadion, Stockholm        | Schweden                         | 0:0                              | WM-Endrunde                      |                                  |
| 16                               | 17. Juni 1958                    | Råsundastadion, Stockholm        | Ungarn                           | 2:1                              | WM-Endrunde                      |                                  |
| 17                               | 19. Juni 1958                    | Ullevi, Göteborg                 | Brasilien                        | 0:1                              | WM-Endrunde                      |                                  |
| 18                               | 18. Oktober 1958                 | Ninian Park, Cardiff             | Schottland                       | 0:3                              | British Home Championship        |                                  |
| 19                               | 26. November 1958                | Villa Park, Birmingham           | England                          | 2:2                              | British Home Championship        |                                  |
| 20                               | 4. November 1959                 | Hampden Park, Glasgow            | Schottland                       | 1:1                              | British Home Championship        |                                  |
| 21                               | 12. April 1961                   | Windsor Park, Belfast            | Nordirland                       | 5:1                              | British Home Championship        | 1                                |
| 22                               | 19. April 1961                   | Ninian Park, Cardiff             | Spanien                          | 1:2                              | WM-Qualifikation                 |                                  |
| 23                               | 18. Mai 1961                     | Madrid                           | Spanien                          | 1:1                              | WM-Qualifikation                 |                                  |
| 24                               | 28. Mai 1961                     | Budapest                         | Ungarn                           | 2:3                              | Freundschaftsspiel               |                                  |
| 25                               | 8. November 1961                 | Hampden Park, Glasgow            | Schottland                       | 0:2                              | British Home Championship        |                                  |
| 26                               | 11. April 1962                   | Ninian Park, Cardiff             | Nordirland                       | 4:0                              | British Home Championship        | 4                                |
| 27                               | 12. Mai 1962                     | Maracanã, Rio de Janeiro         | Brasilien                        | 1:3                              | Freundschaftsspiel               |                                  |
| 28                               | 16. Mai 1962                     | São Paulo                        | Brasilien                        | 1:3                              | Freundschaftsspiel               |                                  |
| 29                               | 22. Mai 1962                     | Mexico City                      | Mexiko                           | 1:2                              | Freundschaftsspiel               |                                  |
| 30                               | 20. Oktober 1962                 | Ninian Park, Cardiff             | Schottland                       | 2:3                              | British Home Championship        |                                  |
| 31                               | 20. März 1963                    | Ninian Park, Cardiff             | Ungarn                           | 1:1                              | EM-Qualifikation                 |                                  |

## Persönliches und Aktivitäten nach der Fußballerkarriere
Mel Charles war der jüngere Brüder des wohl renommiertesten walisischen Fußballers der 1950er Jahre, John Charles, und Vater des späteren Nationalspielers Jeremy Charles.
Im März 1958 heiratete er Vera Frame und der zu dieser Zeit bei Juventus Turin aktive Bruder John konnte der Hochzeit nicht beiwohnen. Bei der Zeremonie gaben sich gleich drei Paare das Ja-Wort, da sich mit Don Pearson und Jeff Rees zwei weitere Swansea-Mitspieler bei der gleichen Feierlichkeit verheirateten. Im September 1959 gebar Vera Charles den Sohn Jeremy; es folgte noch mit Catherine eine weitere Tochter. Das Paar ließ sich im Jahr 1972 scheiden, verblieb jedoch in Freundschaft zueinander.
Nach dem Ende seiner aktiven Laufbahn stand Charles plötzlich ohne finanzielle Absicherung da. Er versuchte sich als Schuhhändler bei Haustürgeschäften sowie als Schrotthändler (gemeinsam mit seinem Bruder John), Metzger und Kartoffelhändler, wobei er jeweils nach eigenen Angaben spektakulär und unfreiwillig komisch scheiterte.
Im Jahr 2009 wurde seine Autobiografie mit dem Titel In the Shadow of a Giant veröffentlicht. Sie erschien im Verlag John Blake Publishing und beinhaltet im Titel einen Verweis auf seinen älteren Bruder John, der zu einem der erfolgreichsten Fußballer weltweit geworden war. Das Vorwort verfassten John Toshack und Jack Charlton.
Nach einer Phase gesundheitlicher Probleme verstarb Charles am 24. September 2016 im Alter von 81 Jahren.

## Karrierestatistiken

### Vereine
| Verein       | Saison       | Liga            | Liga   | Liga | FA Cup | FA Cup | Sonstige | Sonstige | Total  | Total |
| Verein       | Saison       | Liga            | Spiele | Tore | Spiele | Tore   | Spiele   | Tore     | Spiele | Tore  |
| ------------ | ------------ | --------------- | ------ | ---- | ------ | ------ | -------- | -------- | ------ | ----- |
| Swansea Town | 1952/53      | Second Division | 20     | 0    | 1      | 0      | 0        | 0        | 21     | 0     |
| Swansea Town | 1953/54      | Second Division | 31     | 10   | 3      | 0      | 0        | 0        | 34     | 10    |
| Swansea Town | 1954/55      | Second Division | 38     | 11   | 4      | 0      | 0        | 0        | 42     | 11    |
| Swansea Town | 1955/56      | Second Division | 34     | 8    | 1      | 0      | 0        | 0        | 35     | 8     |
| Swansea Town | 1956/57      | Second Division | 39     | 13   | 1      | 0      | 0        | 0        | 40     | 13    |
| Swansea Town | 1957/58      | Second Division | 40     | 10   | 1      | 1      | 0        | 0        | 41     | 11    |
| Swansea Town | 1958/59      | Second Division | 31     | 14   | 1      | 1      | 0        | 0        | 32     | 15    |
| Swansea Town | Total        | Total           | 233    | 66   | 12     | 2      | 0        | 0        | 245    | 68    |
| FC Arsenal   | 1959/60      | First Division  | 20     | 8    | 1      | 0      | 0        | 0        | 21     | 8     |
| FC Arsenal   | 1960/61      | First Division  | 19     | 3    | 1      | 0      | 0        | 0        | 20     | 3     |
| FC Arsenal   | 1961/62      | First Division  | 21     | 15   | 2      | 2      | 0        | 0        | 23     | 17    |
| FC Arsenal   | Total        | Total           | 60     | 26   | 4      | 2      | 0        | 0        | 64     | 28    |
| Cardiff City | 1961/62      | First Division  | 12     | 3    | 0      | 0      | 0        | 0        | 12     | 3     |
| Cardiff City | 1962/63      | Second Division | 33     | 11   | 1      | 0      | 2        | 1        | 36     | 12    |
| Cardiff City | 1963/64      | Second Division | 26     | 9    | 1      | 0      | 1        | 0        | 28     | 9     |
| Cardiff City | 1964/65      | Second Division | 8      | 2    | 0      | 0      | 1        | 0        | 9      | 2     |
| Cardiff City | Total        | Total           | 79     | 25   | 2      | 0      | 4        | 1        | 85     | 26    |
| Port Vale    | 1966/67      | Fourth Division | 7      | 0    | 0      | 0      | 0        | 0        | 7      | 0     |
| Career total | Career total | Career total    | 379    | 117  | 18     | 4      | 4        | 1        | 401    | 122   |

### International
| Wales | Wales  | Wales |
| Jahr  | Spiele | Tore  |
| ----- | ------ | ----- |
| 1955  | 4      | 0     |
| 1956  | 1      | 0     |
| 1957  | 7      | 1     |
| 1958  | 9      | 0     |
| 1961  | 6      | 1     |
| 1962  | 4      | 4     |
| Total | 31     | 6     |

## Auszeichnungen/Titel
Swansea Town
- Walisischer Pokal Finalist: 1956 & 1957[81][82]

Cardiff City
- Walisischer Pokal-Sieger: 1964[83]

## Nachweise
1. 1 2  Mel Charles & Colin Leslie: In the Shadow of a Giant. 2009, S. 26.
2. 1 2 3  Mel Charles, 1935-2016. In: Arsenal.com. (englisch).
3. 1 2 3  Mel Charles & Colin Leslie: In the Shadow of a Giant. 2009, S. 90–91.
4. ↑  Appearances for Wales National Team. Rec.Sport.Soccer Statistics Foundation, abgerufen am 14. September 2011 (englisch).
5. ↑  Football: How Alice Street in Swansea gave Wales five internationals. via www.bbc.co.uk, 18. November 2023 (englisch).
6. ↑  Mel Charles & Colin Leslie: In the Shadow of a Giant. 2009, S. 39.
7. ↑  Mel Charles & Colin Leslie: In the Shadow of a Giant. 2009, S. 42.
8. 1 2 3  Mel Charles & Colin Leslie: In the Shadow of a Giant. 2009, S. 45.
9. ↑  Mel Charles & Colin Leslie: In the Shadow of a Giant. 2009, S. 46.
10. ↑  John Charles: King John. Headline, London 2004, ISBN 0-7553-1209-0, S. 80–81 (englisch).
11. ↑  Mel Charles & Colin Leslie: In the Shadow of a Giant. 2009, S. 49.
12. ↑  Mel Charles & Colin Leslie: In the Shadow of a Giant. 2009, S. 59.
13. ↑  Mel Charles & Colin Leslie: In the Shadow of a Giant. 2009, S. 70.
14. ↑  Mel Charles & Colin Leslie: In the Shadow of a Giant. 2009, S. 52.
15. ↑  Mel Charles & Colin Leslie: In the Shadow of a Giant. 2009, S. 75.
16. ↑  Mel Charles & Colin Leslie: In the Shadow of a Giant. 2009, S. 55.
17. ↑  Mel Charles & Colin Leslie: In the Shadow of a Giant. 2009, S. 56.
18. ↑  Mel Charles & Colin Leslie: In the Shadow of a Giant. 2009, S. 58.
19. ↑  Mel Charles & Colin Leslie: In the Shadow of a Giant. 2009, S. 60.
20. ↑  Mel Charles & Colin Leslie: In the Shadow of a Giant. 2009, S. 80.
21. 1 2  Mel Charles & Colin Leslie: In the Shadow of a Giant. 2009, S. 131.
22. 1 2  Mel Charles & Colin Leslie: In the Shadow of a Giant. 2009, S. 137.
23. ↑  Mel Charles & Colin Leslie: In the Shadow of a Giant. 2009, S. 136.
24. ↑  Mel Charles & Colin Leslie: In the Shadow of a Giant. 2009, S. 129.
25. ↑  Mel Charles & Colin Leslie: In the Shadow of a Giant. 2009, S. 128.
26. ↑  Mel Charles & Colin Leslie: In the Shadow of a Giant. 2009, S. 140.
27. ↑  Mel Charles & Colin Leslie: In the Shadow of a Giant. 2009, S. 141.
28. ↑  Mel Charles & Colin Leslie: In the Shadow of a Giant. 2009, S. 143–48.
29. 1 2  Mel Charles & Colin Leslie: In the Shadow of a Giant. 2009, S. 149.
30. ↑  Mel Charles & Colin Leslie: In the Shadow of a Giant. 2009, S. 153.
31. ↑  Mel Charles & Colin Leslie: In the Shadow of a Giant. 2009, S. 154.
32. ↑  Mel Charles & Colin Leslie: In the Shadow of a Giant. 2009, S. 157.
33. ↑  Mel Charles & Colin Leslie: In the Shadow of a Giant. 2009, S. 161.
34. ↑  Mel Charles & Colin Leslie: In the Shadow of a Giant. 2009, S. 181.
35. 1 2  Mel Charles & Colin Leslie: In the Shadow of a Giant. 2009, S. 182.
36. 1 2  Mel Charles & Colin Leslie: In the Shadow of a Giant. 2009, S. 183.
37. ↑  Mel Charles & Colin Leslie: In the Shadow of a Giant. 2009, S. 184.
38. ↑  Mel Charles & Colin Leslie: In the Shadow of a Giant. 2009, S. 186.
39. ↑  Mel Charles & Colin Leslie: In the Shadow of a Giant. 2009, S. 185.
40. ↑  Mel Charles & Colin Leslie: In the Shadow of a Giant. 2009, S. 187.
41. ↑  Mel Charles & Colin Leslie: In the Shadow of a Giant. 2009, S. 188.
42. ↑  Mel Charles & Colin Leslie: In the Shadow of a Giant. 2009, S. 190.
43. ↑  Mel Charles & Colin Leslie: In the Shadow of a Giant. 2009, S. 192.
44. 1 2  Mel Charles & Colin Leslie: In the Shadow of a Giant. 2009, S. 193.
45. ↑  Mel Charles & Colin Leslie: In the Shadow of a Giant. 2009, S. 196.
46. ↑  Mel Charles & Colin Leslie: In the Shadow of a Giant. 2009, S. 197.
47. 1 2  Mel Charles & Colin Leslie: In the Shadow of a Giant. 2009, S. 198.
48. ↑  Mel Charles & Colin Leslie: In the Shadow of a Giant. 2009, S. 199.
49. ↑  Mel Charles & Colin Leslie: In the Shadow of a Giant. 2009, S. 200.
50. ↑  Mel Charles & Colin Leslie: In the Shadow of a Giant. 2009, S. 204.
51. ↑  Jeff Kent: Port Vale Personalities. Witan Books, 1996, ISBN 0-9529152-0-0, S. 59 (englisch).
52. 1 2 3  Mel Charles & Colin Leslie: In the Shadow of a Giant. 2009, S. 206.
53. 1 2  Mel Charles & Colin Leslie: In the Shadow of a Giant. 2009, S. 88.
54. ↑  Mel Charles & Colin Leslie: In the Shadow of a Giant. 2009, S. 93.
55. ↑  Mel Charles & Colin Leslie: In the Shadow of a Giant. 2009, S. 94.
56. ↑  Mel Charles & Colin Leslie: In the Shadow of a Giant. 2009, S. 100.
57. 1 2  Mel Charles & Colin Leslie: In the Shadow of a Giant. 2009, S. 102.
58. ↑  Mel Charles & Colin Leslie: In the Shadow of a Giant. 2009, S. 104.
59. ↑  Mel Charles & Colin Leslie: In the Shadow of a Giant. 2009, S. 107.
60. ↑  Mel Charles & Colin Leslie: In the Shadow of a Giant. 2009, S. 108.
61. ↑  Mel Charles & Colin Leslie: In the Shadow of a Giant. 2009, S. 14.
62. ↑  Mel Charles & Colin Leslie: In the Shadow of a Giant. 2009, S. 114.
63. ↑  Mel Charles & Colin Leslie: In the Shadow of a Giant. 2009, S. 19.
64. ↑  Mel Charles & Colin Leslie: In the Shadow of a Giant. 2009, S. 16.
65. ↑  Mel Charles & Colin Leslie: In the Shadow of a Giant. 2009, S. 17.
66. ↑  Mel Charles & Colin Leslie: In the Shadow of a Giant. 2009, S. 22.
67. ↑  Mel Charles & Colin Leslie: In the Shadow of a Giant. 2009, S. 20.
68. ↑  Mel Charles & Colin Leslie: In the Shadow of a Giant. 2009, S. 96.
69. ↑  Mel Charles & Colin Leslie: In the Shadow of a Giant. 2009, S. 171.
70. ↑  Mel Charles & Colin Leslie: In the Shadow of a Giant. 2009, S. 174.
71. ↑  Mel Charles & Colin Leslie: In the Shadow of a Giant. 2009, S. 178.
72. ↑  Mel Charles & Colin Leslie: In the Shadow of a Giant. 2009, S. 139.
73. ↑  Mel Charles & Colin Leslie: In the Shadow of a Giant. 2009, S. 87.
74. ↑  Mel Charles & Colin Leslie: In the Shadow of a Giant. 2009, S. 235–238.
75. 1 2 3 4  Mel Charles & Colin Leslie: In the Shadow of a Giant. 2009, S. 125–26.
76. ↑  Mel Charles & Colin Leslie: In the Shadow of a Giant. 2009, S. 229.
77. ↑  Mel Charles & Colin Leslie: In the Shadow of a Giant. 2009, S. 209.
78. ↑  Mel Charles & Colin Leslie: In the Shadow of a Giant. 2009, S. 210–15.
79. ↑  Mel Charles & Colin Leslie: In the Shadow of a Giant. 2009, S. XI.
80. ↑   Obituary: Ex-Wales international Mel Charles dies, aged 81, BBC Sport, 25. September 2016. Abgerufen am 11. September 2018 (englisch).
81. ↑  Welsh Football Data Archive: Preserving our football heritage. In: wfda.co.uk. Archiviert vom Original am 3. Juni 2016; abgerufen am 25. September 2016 (englisch).
82. ↑  Welsh Football Data Archive: Preserving our football heritage. In: wfda.co.uk. Abgerufen am 25. September 2016 (englisch).
83. ↑  Welsh Football Data Archive: Preserving our football heritage. In: wfda.co.uk. Abgerufen am 25. September 2016 (englisch).

- Mel Charles, Colin Leslie: In the Shadow of a Giant: The Autobiography of Arsenal and Wales legend Mel Charles. John Blake Publishing, 2009, ISBN 978-1-84454-776-0 (englisch).